# JetLite
JetLite (ранее — Air Sahara) — бывшая индийская авиакомпания со штаб-квартирой в Нью-Дели, осуществлявшая регулярные рейсы между крупными аэропортами Индии. Компания также эксплуатировала парк вертолётов, которые использовались для чартеров и аэрофотосъёмок. Основная база — Международный аэропорт имени Индиры Ганди, Нью-Дели, другие хабы — Международный аэропорт имени Раджива Ганди, Хайдарабад, Международный аэропорт имени Чатрапати Шиваджи, Мумбаи. Основными пунктами назначения в маршрутной сети регулярных перевозок авиакомпании являлись Международный аэропорт Ченнай, Ченнай, Международный аэропорт имени Сардара Валлабхай Патела, Ахмедабад и Международный аэропорт имени Субхаса Чандра Боса, Калькутта.
25 марта 2012 году JetLite прекратила операционную деятельность в связи со слиянием с JetKonnect — дочерним предприятием авиакомпании Jet Airways.

## История
Авиакомпания была создана 20 сентября 1991 года и начала операции 3 декабря 1993 года с двумя Boeing 737—200 под названием Sahara Airlines. Первоначально авиакомпания работала в северных районах Индии, основной базой авиакомпании стал Дели, а затем операции были перенесены на всю территорию страны. Sahara Airlines изменила название на Air Sahara 2 октября 2000 года, несмотря на то, однако в юридических документах оставалось старое название. 22 марта 2004 года начались международные рейсы, первым рейсом был рейс из Ченнай в Коломбо. Авиакомпания была частью бизнеса крупного индийского холдинга Sahara India Pariwar.

### Приобретение авиакомпанией Jet Airways
Jet Airways объявила о планах приобретения авиакомпании 19 января 2006 года, предложив 500 млн долл. США. Реакция рынка оказалась неоднозначной, многие аналитики считали, что Jet Airways переплачивает за Air Sahara. Авиационные власти Индии дали принципиальное согласие на эту сделку, однако возникли разногласия относительно цены и введения Нареша Гойяла в правление авиакомпании. Сделка сорвалась, обе стороны стали вести судебные процессы друг против друга.
Вторая попытка заключить сделку состоялась 12 апреля 2007 года, в результате Jet Airways приобрела авиакомпанию за 340 млн долл. США. Эта сделка увеличила долю Jet на рынке внутренних перевозок до 32 %.
16 апреля Jet Airways объявили о смене названия Air Sahara на JetLite.
25 марта 2012 году JetLite прекратила операционную деятельность в связи со слиянием с JetKonnect — дочерним предприятием авиакомпании Jet Airways.

## Назначения
JetLite совершала регулярные полёты в города Индии, Катманду (Непал) и Коломбо (Шри-Ланка) (по состоянию на июль 2008 года).

### Планы развития
Jetlite планировала открыть международные рейсы по следующим назначениям: Бангкок, Исламабад, Карачи, Шарджа и Дубай в 2008 году.

## Флот
В июне 2013 года авиакомпания Jet Lite эксплуатировала следующие воздушные суда:
На нерегулярных рейсах JetLite также использовала вертолёты:
- 3 Ecureuil Helicopter
- 1 Dauphin Helicopter